# Escudo de Abades

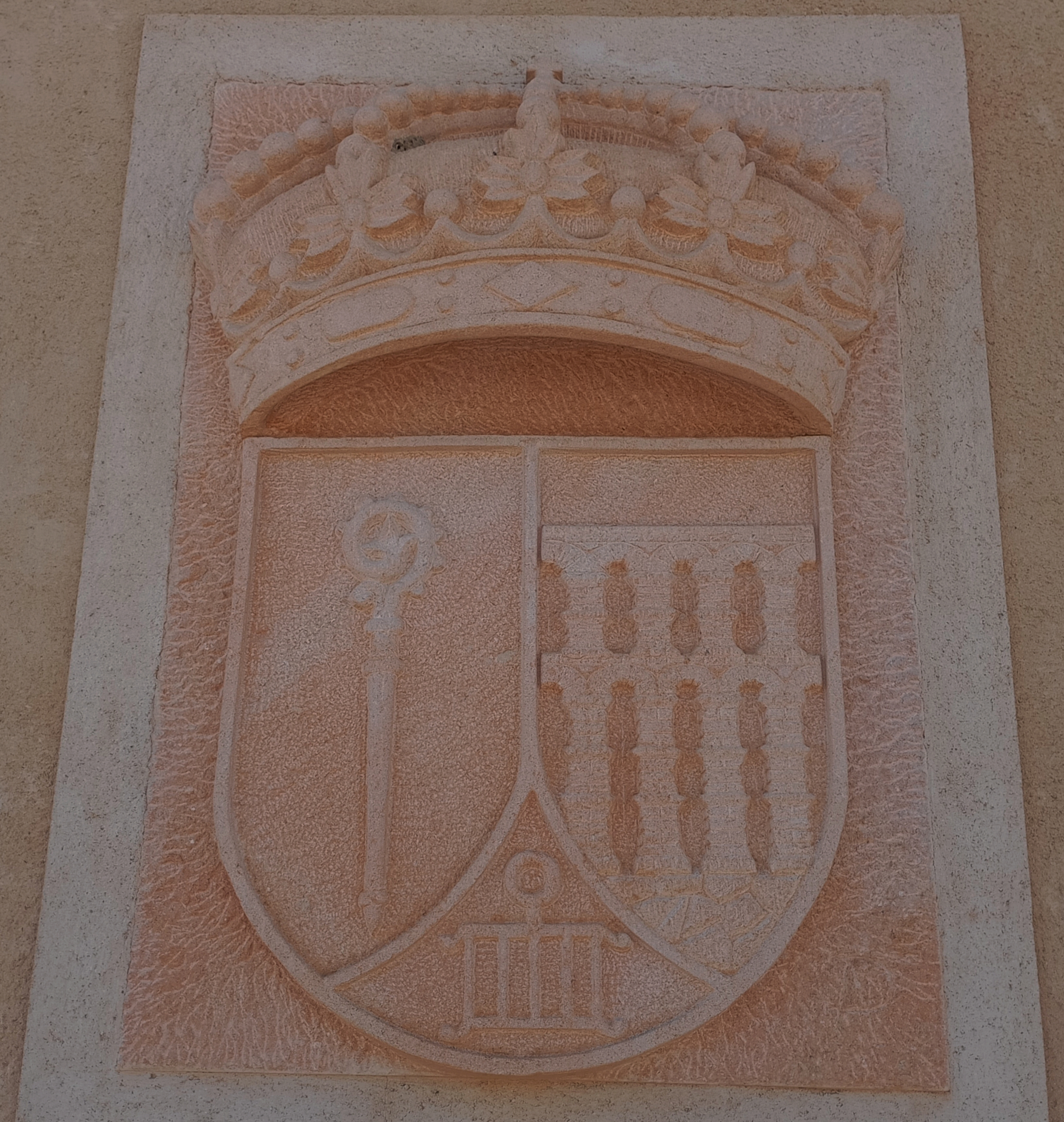
Escudo de Abades esculpido en la fachada de la casa consistorial de este municipio

El escudo de Abades es el símbolo más importante de Abades, municipio de la provincia de Segovia, comunidad autónoma de Castilla y León, en España. 

## Descripción
El escudo de Abades fue oficializado el 21 de mayo de 1996, y su descripción heráldica es:

«Escudo Municipal: Escudo mantelado. Primero de azur con un báculo abacial de plata. Segundo, de gules con un acueducto de plata, de dos órdenes, mazonado de sable y puesto sobre peñas de plata. El mantel de oro con una parrilla de sable. Timbrado de la Corona Real Española.»
Boletín Oficial de Castilla y León nº 182/1996